# کلاغ دماغه
کلاغ دماغه(نام علمی: Corvus capensis) نام یک گونه از سرده کلاغ است.